# January Suchodolski

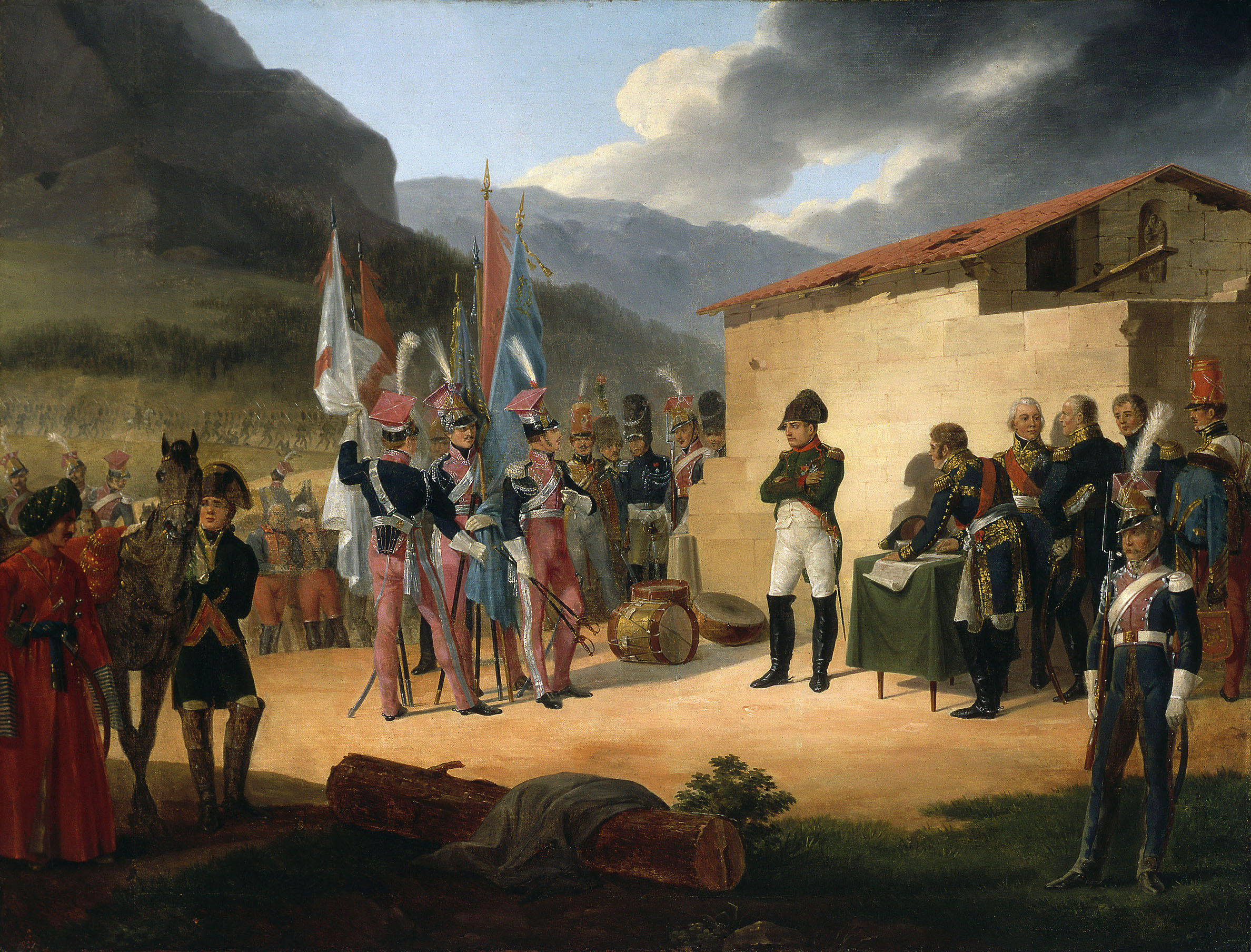
Bitwa pod Tudelą (Wincenty Krasiński składa Napoleonowi zdobyte sztandary) (1827), Muzeum Narodowe w Warszawie

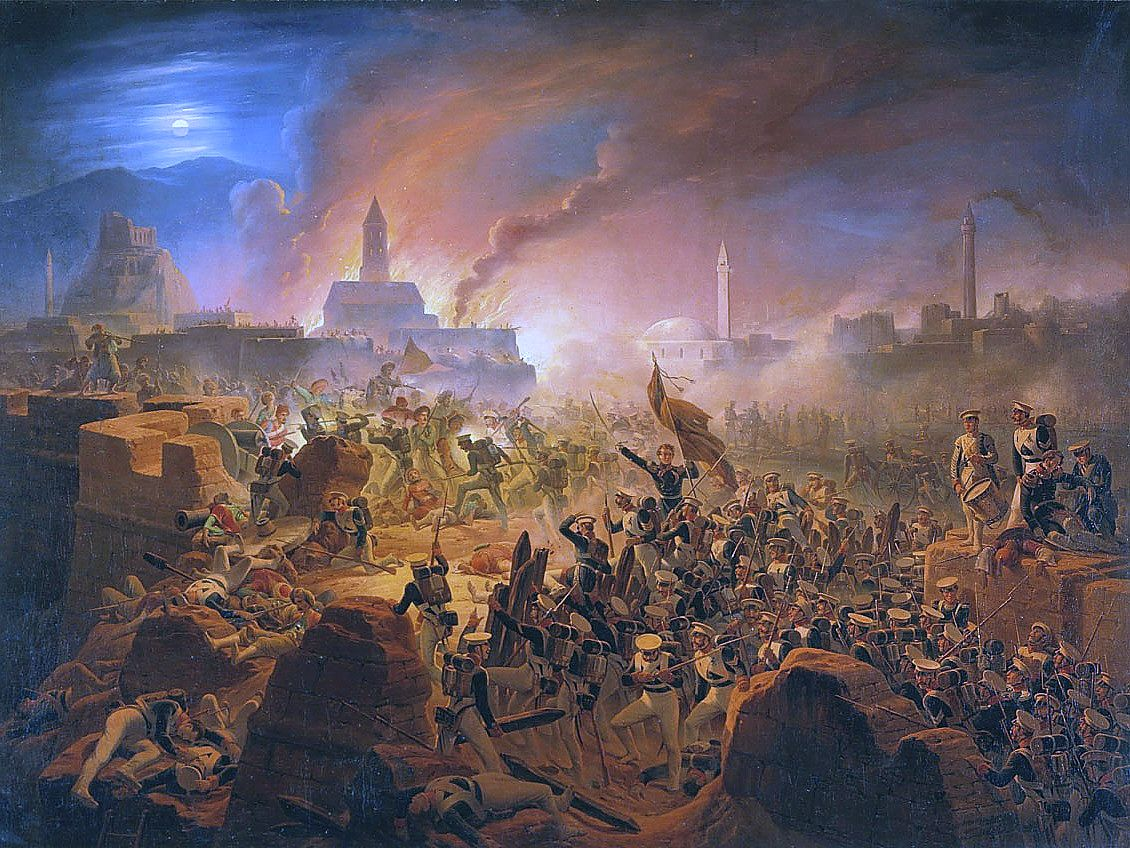
Widok wzięcia szturmem fortecy Archałcyku (1839), Muzeum Wojskowo-Historyczne w Petersburgu

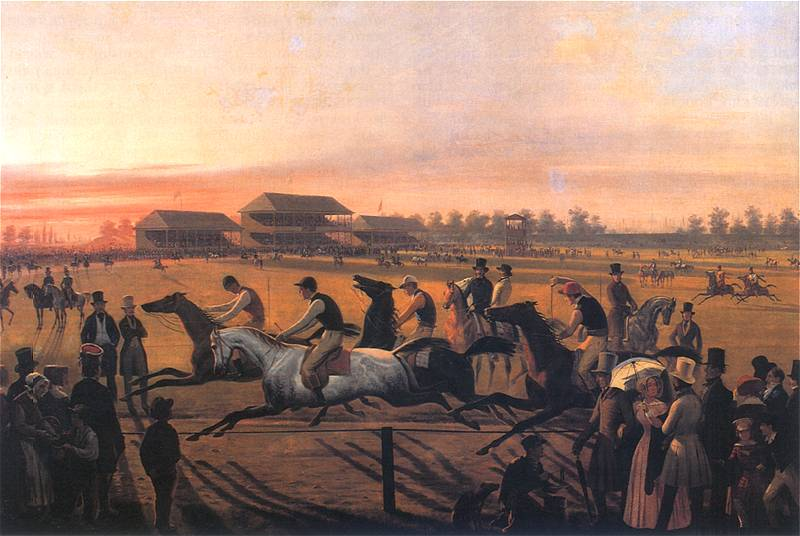
Pierwsze wyścigi konne na Polu Mokotowskim w Warszawie (1849), Muzeum Warszawy

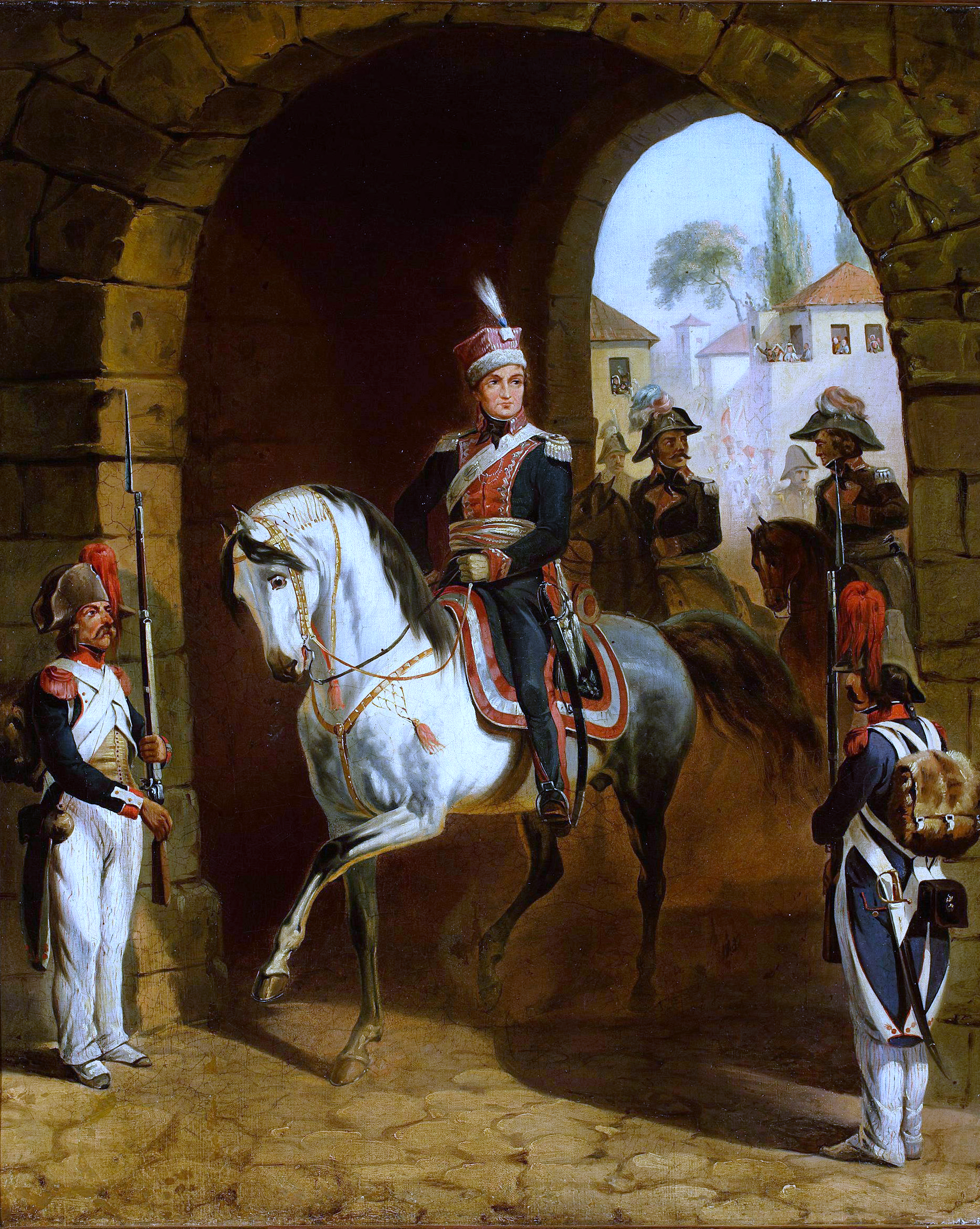
Wjazd generała Jan Henryka Dąbrowskiego do Rzymu 3 maja 1798 przez bramę Porta del Popolo (1850), Muzeum Narodowe w Warszawie

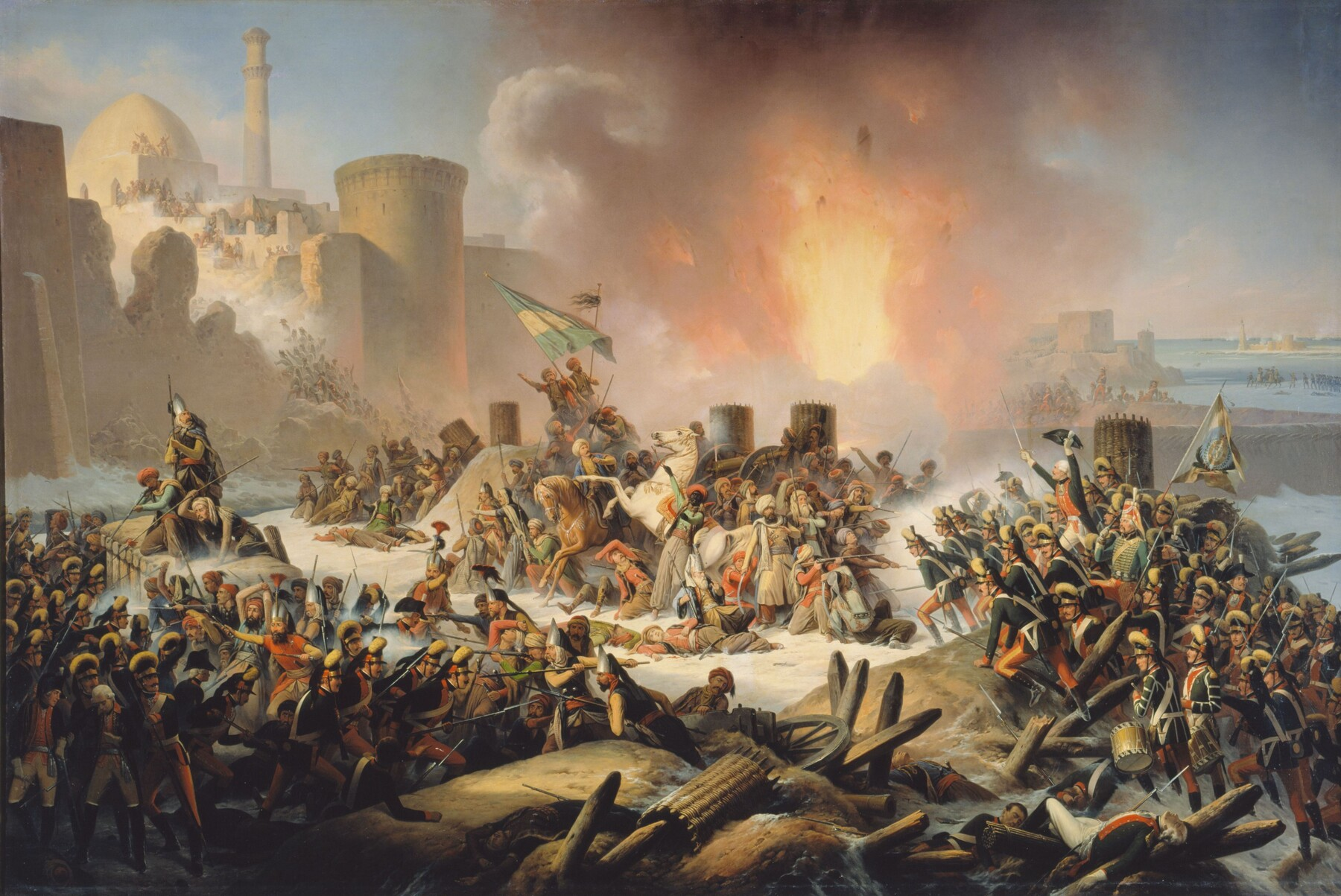
Szturm Oczakowa (1853), Muzeum Wojskowo-Historyczne w Petersburgu

Odwrót spod Moskwy (1854), Muzeum Narodowe w Krakowie

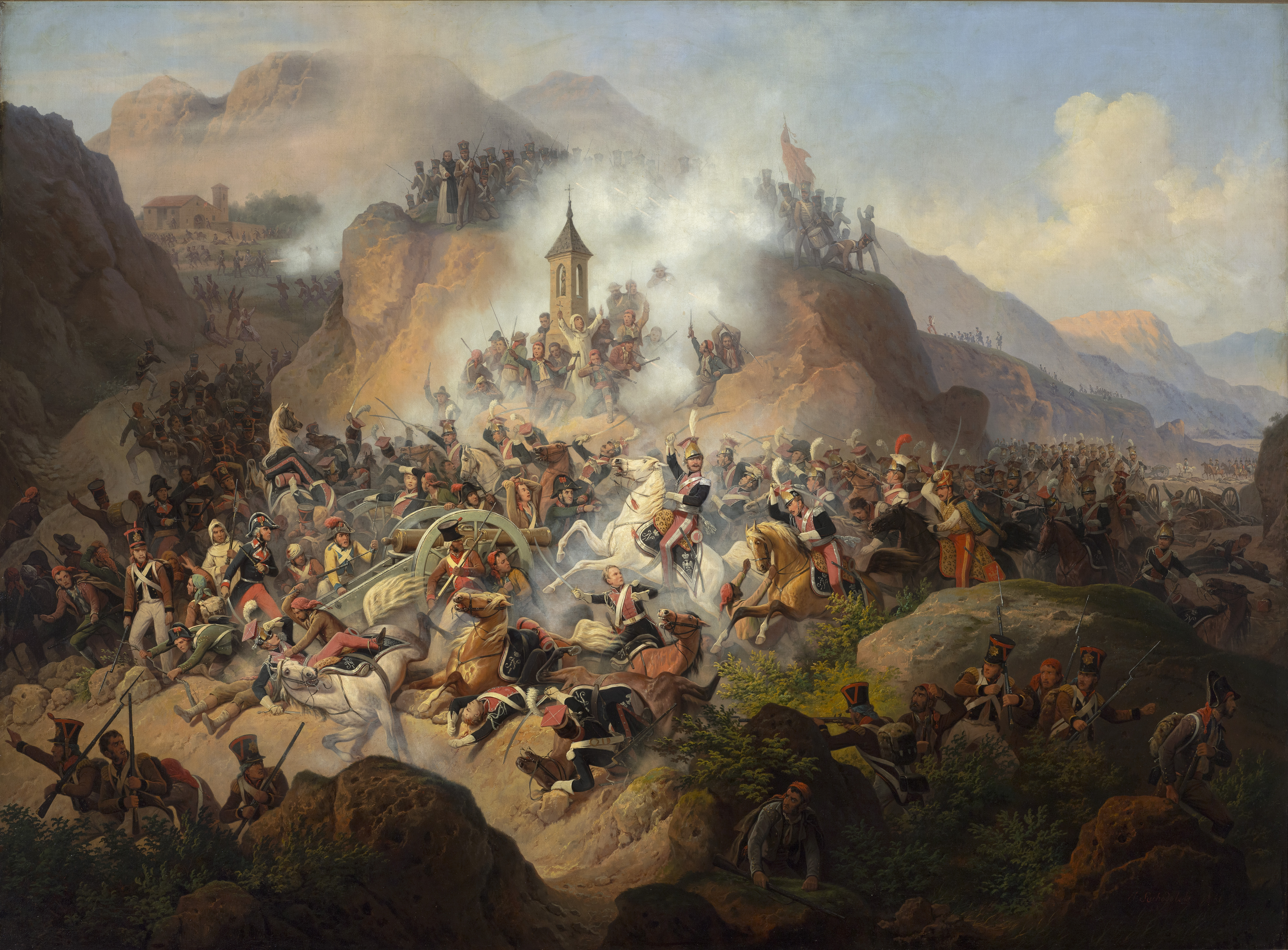
Bitwa pod Somosierrą (1860), Muzeum Narodowe w Warszawie

January Suchodolski (ur. 8 września?/19 września 1797 w Grodnie, zm. 20 marca 1875 w Bojmiu) – polski malarz batalista okresu romantyzmu oraz oficer wojsk polskich. Jego grobowiec znajduje się na cmentarzu w Oleksinie.

## Kariera wojskowa
Był bratem znanego poety Rajnolda. W 1810 wstąpił do Korpusu Kadetów Szkoły Elementarnej Artylerii i Inżynierów Wojsk Księstwa Warszawskiego mieszczącej się w Arsenale warszawskim. W szkole pobierał pierwsze lekcje rysunków ręcznych i topograficznych, amatorsko natomiast zainteresował się malarstwem. W 1823 został adiutantem polowym dowódcy pułku Grenadierów Gwardii Królewskiej gen. Wincentego Krasińskiego. Awansował na kapitana. W 1830 roku Suchodolski wziął udział w powstaniu listopadowym. Walczył on między innymi pod Wawrem, Grochowem i Iganiami. W wolnym czasie zajmował się szkicowaniem scen z udziałem żołnierzy oraz portretów swoich kolegów.

## Kariera artystyczna
Po upadku powstania zdecydował się nie wyjeżdżać z kraju i przyjąć rządowe stypendium artystyczne. W latach 1832–1833 studiował malarstwo w Akademii Francuskiej w Rzymie, w pracowni Horacego Verneta. Malował tam sceny rodzajowe, m.in. o tematyce arabskiej. W 1837 wrócił do Warszawy. Przez pewien czas bywał w Krakowie, w Paryżu, kupił też w 1848 majątek w Bojmiu na Mazowszu. W 1860 był jednym z założycieli Towarzystwa Zachęty Sztuk Pięknych (1860) w Warszawie oraz Muzeum Sztuk Pięknych (1864).
Zdobył popularność jako autor romantycznych obrazów o charakterze patriotycznym i batalistycznej tematyce. Malował głównie sceny historyczno-batalistyczne z okresu wojen napoleońskich i powstania listopadowego. Uprawiał malarstwo amatorsko, jako formę deklaracji obywatelskiej. Znany jako malarz koni, malował kuligi, pokazy konne, portery końskie. Dzięki niemu konie pojawiają się po raz pierwszy jako samodzielny temat – kontynuowany później m.in. przez Juliusza Kossaka.
Pod koniec życia Suchodolski jest wciąż aktywnym malarzem, choć nigdy nie zapomina o swoich wojskowych korzeniach, którym to zawdzięcza wytrwałość w pracy artystycznej.

(...) mimo 72 lat niedługo ukończonych i mimo żelaznej, upartej, 40-to letniej blisko artystycznej pracy; winienem to hartowi 18-letniej służby wojskowej.

Jego syn został uwięziony po powstaniu styczniowym, a Bojmie zostało zrujnowane. Suchodolski zmarł tam w 1875 roku.

## Obrazy
- Farys,
- Gen. Chłopicki i gen. Skrzynecki na czele Wojska Polskiego,
- Jadwiga, królowa Polska,
- Książę Józef Poniatowski ze sztabem,
- Napoleon i książę Józef Poniatowski pod Lipskiem,
- Obrona zamku Fuengirola w Hiszpanii przez oddział 4 pułku piechoty z Księstwa Warszawskiego, olej na płótnie, 93 × 66 cm,
- Stadnina, olej na płótnie, 151 × 200 cm,
- Wzięcie sztandaru Mahometa pod Wiedniem,
- Szturm na mury Saragossy,
- Śmierć Cypriana Godebskiego pod Raszynem,
- Śmierć księcia Józefa Poniatowskiego,
- Śmierć księcia Józefa Poniatowskiego pod Lipskiem,
- Śmierć Władysława pod Warną,
- Bitwa pod Tudelą (Wincenty Krasiński składa Napoleonowi zdobyte sztandary), olej na płótnie, 76,5 × 101,5 cm (1827),
- Pracownia Verneta (1832),
- Bitwa po Raszynem (1832),
- Krakusi (1832),
- Odwrót partyzantów (1835),
- Widok wzięcia szturmem fortecy Archałcyku (1839) nagrodzony pierścieniem brylantowym oraz tytułem członka Imperatorskiej Akademii Sztuk Pięknych przez Cesarza Rosji,
- Wjazd gen. Henryka Dąbrowskiego do Rzymu, olej na płótnie, 73,5 × 61 cm (1850), Muzeum Narodowe w Warszawie
- Portret konny Paskiewicza, olej na płótnie, 86,5 × 71 cm (1841), Muzeum Narodowe w Warszawie
- Apoteoza Napoleona (1842),
- Ułan i dziewczyna (1842),
- Powitanie Krakowa (1842),
- Wesele krakowskie (1842),
- Zdobycie wąwozu Samosierra (1843),
- Szturm na mury Saragossy (1843),
- Śmierć Czarnieckiego (1844),
- Obrona Częstochowy (1845),
- Bitwa na San Domingo (1845),
- Porwanie Amazonki (1845),
- Pole Mokotowskie (1849),
- Zwycięstwo pod Kircholmem,
- Odpoczywający ułani, olej na płótnie, 52 × 40 cm (1852),
- Wiosna we Włoszech (1853),
- Lato na wyspie San Domingo (1853),
- Jesień nad Renem (1853),
- Szturm Oczakowa, olej na płótnie, 230 × 345 cm, (1853),
- Zima w Rosji (1853),
- Odwrót spod Moskwy, epizod z roku 1812, olej na płótnie, Muzeum Narodowe w Krakowie, (1854),
- Biwak ułanów polskich pod Wagram, olej na płótnie, 76,7 × 83,5 cm (1859), Muzeum Narodowe w Warszawie
- Bitwa pod Somosierrą, olej na płótnie, 144 × 193 cm (1860), Muzeum Narodowe w Warszawie
- Polowanie na jelenia (1862),
- Przejście wojsk Napoleona przez Berezynę, olej na płótnie, (1866)
- Ucieczka[5]

## Obrazy zaginione
- Sobieski pod Wiedniem (obraz zaginiony podczas II w.ś.)[3].
- Madonna z Dzieciątkiem (obraz zaginiony podczas II w.ś.)[3].